# 趙仁規
趙 仁規（チョ・インギュ、朝鮮語: 조인규、1237年 - 1308年5月15日（旧暦4月25日））は、高麗の武臣、文臣。本貫は平壌。字は去塵。モンゴル語や漢語に通じ、モンゴル帝国との交渉において訳官として活躍した。

## 人物
平壌府祥原郡出身。父の趙瑩は、中央軍の中級将校である金吾衛別将の地位にあった。若くして太子府の侍衛になり、1258年に隊正の地位に就いた。高麗とモンゴルとの講和が進んだことで、王命により抜擢され、モンゴル語を学ぶ。1269年に忠烈王（当時は皇太子）が元に出使した際に随従した。1274年に王が即位すると、従来の武功により厚遇される一方、御史中丞、承宣などの文官職も与えられ、1281年の日本遠征以後は、宰相に抜擢され、のちに中賛にまで昇進した。また王妃荘穆王后のために南京（現在のソウル）に獺戸を組織し、宮府に毎年、獺の毛皮を献納させた。
優れた交渉能力により、1275年には元による高麗奴婢制度を差し止めさせ、1278年にはダルガチと屯田軍の高麗からの撤退、1290年には忠烈王の征東行省丞相就任と、東寧路の返還、1294年には済州島の返還などを実現させている。これらの功績から、忠烈王はクビライに推挙し、王京トトカスン（脱脱禾孫、高麗に設定された駅伝の管理官）や、高麗王府断事官（高麗王がモンゴル王侯として保持したオルドの管理官）に任じられた。
1292年には娘が忠宣王の后妃の一人となり、王家の外戚に列し、新たに司徒、侍中、参知光政院事の最高職に任じられた。忠烈王と忠宣王の対立など王家の内紛により一時左遷されるが、1307年には復権し、忠宣王によって諮議都僉議司事、平壌君に任じられ、功臣の称号を与えられた。